# أيمن العنزي
أيمن العنزي (18 يوليو 1973) هو سبّاح كويتي. شارك في دورة الألعاب الأولمبية الصيفية 1992 في سباقي 100 متر سباحة الصدر للرجال [الإنجليزية] و200 متر سباحة الصدر للرجال [الإنجليزية].